# Sitar

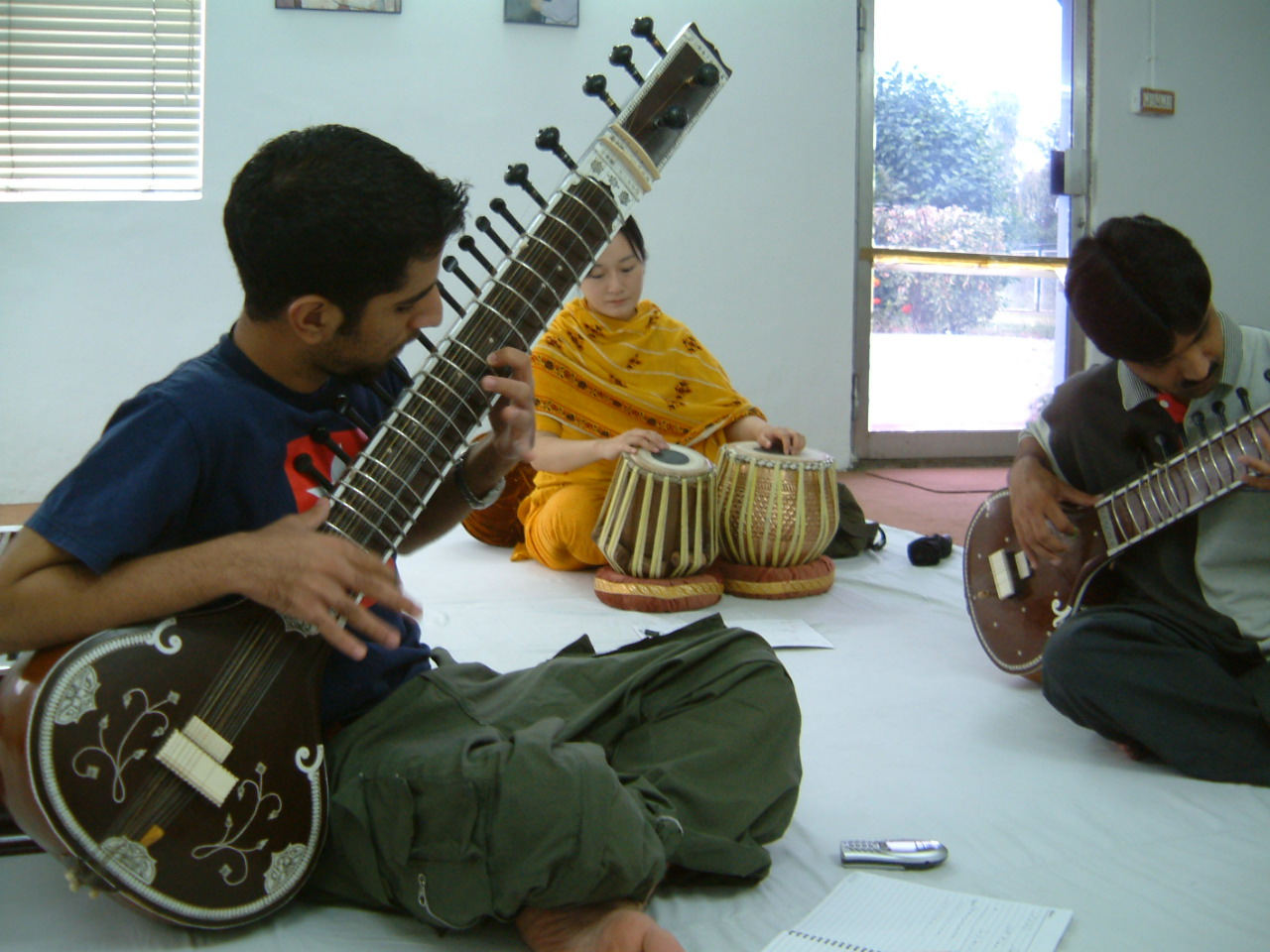
Músics pakistanesos tocant el sitar.

El sitar (en hindi सितार, sitār) és un instrument musical de corda indi, tradicional també al Pakistan, d'arquitectura similar a la de la guitarra i al banjo, tot i que la caixa de ressonància feta de carbassa és semiesfèrica i el mànec és més llarg i travessat per nombrosos trasts. Segons la classificació Hornbostel-Sachs és un cordòfon compost de la categoria del llaüt amb mànec.
El sitar té de 18 a 26 cordes d'acer: quatre cordes per a la melodia, tres d'acompanyament harmònic i rítmic, i entre 11 i 19 cordes afinables que vibren per simpatia i amb la ressonància donen cos i textura al so. Es pot identificar perquè té un so metàl·lic i pels seus glissandos. Totes les cordes són pinçades amb un plectre (mizrab) al dit índex, menys les simpàtiques, que eventualment es toquen amb el dit petit. Els trasts que travessen el mànec són metàl·lics i mòbils, cosa que permet que l'instrument s'adapti a les diferents escales modals o ragues.
El sitar és un instrument versàtil amb un so suau i brillant, apropiat per expressar el lent desenvolupament de les ragues així com per servir a la interpretació virtuosa. Es creu que va ser introduït a l'Índia des de Pèrsia durant el període mogol.
Aquest instrument ha estat popularitzat a Occident en gran part gràcies al músic indi Ravi Shankar.

## Intèrprets de l'instrument
- Vilayat Khan
- Imrat Khan
- Nikhil Banerjee
- Rais Khan
- Shahid Parvez
- Budhaditya Mukherjee

### Intèrprets populars a occident
- Ravi Shankar
- Anoushka Shankar
- George Harrison
- Brian Jones
- Ariel Ameijenda